# Gran Premio de las Américas de Motociclismo de 2015
El Gran Premio de las Américas de 2015 fue la segunda prueba del Campeonato del Mundo de Motociclismo de 2015. Tuvo lugar en el fin de semana del 10 al 12 de abril de 2015 en el Circuito de las Américas, situado en la ciudad de Austin, Texas, Estados Unidos. La carrera de MotoGP fue ganada por Marc Márquez, seguido de Andrea Dovizioso y Valentino Rossi. Sam Lowes fue el ganador de la prueba de Moto2, por delante de Johann Zarco y Álex Rins. La carrera de Moto3 fue ganada por Danny Kent, Fabio Quartararo fue segundo y Efrén Vázquez tercero.

## Resultados

### Resultados MotoGP
| Pos.            | N.º | Piloto           | Constructor    | Vueltas | Tiempo    | Parrilla | Puntos |
| --------------- | --- | ---------------- | -------------- | ------- | --------- | -------- | ------ |
| 1               | 93  | Marc Márquez     | Honda          | 21      | 43:47.150 | 1        | 25     |
| 2               | 4   | Andrea Dovizioso | Ducati         | 21      | +2.354    | 2        | 20     |
| 3               | 46  | Valentino Rossi  | Yamaha         | 21      | +3.120    | 4        | 16     |
| 4               | 99  | Jorge Lorenzo    | Yamaha         | 21      | +6.682    | 3        | 13     |
| 5               | 29  | Andrea Iannone   | Ducati         | 21      | +7.584    | 7        | 11     |
| 6               | 38  | Bradley Smith    | Yamaha         | 21      | +10.557   | 10       | 10     |
| 7               | 35  | Cal Crutchlow    | Honda          | 21      | +16.967   | 5        | 9      |
| 8               | 41  | Aleix Espargaró  | Suzuki         | 21      | +19.025   | 8        | 8      |
| 9               | 25  | Maverick Viñales | Suzuki         | 21      | +38.570   | 12       | 7      |
| 10              | 9   | Danilo Petrucci  | Ducati         | 21      | +41.796   | 11       | 6      |
| 11              | 7   | Hiroshi Aoyama   | Honda          | 21      | +47.199   | 18       | 5      |
| 12              | 8   | Héctor Barberá   | Ducati         | 21      | +47.339   | 13       | 4      |
| 13              | 69  | Nicky Hayden     | Honda          | 21      | +56.484   | 22       | 3      |
| 14              | 43  | Jack Miller      | Honda          | 21      | +56.731   | 19       | 2      |
| 15              | 19  | Álvaro Bautista  | Aprilia        | 21      | +57.372   | 23       | 1      |
| 16              | 50  | Eugene Laverty   | Honda          | 21      | +58.898   | 17       |        |
| 17              | 76  | Loris Baz        | Yamaha Forward | 21      | +1:08.787 | 20       |        |
| 18              | 15  | Alex de Angelis  | ART            | 21      | +1:22.236 | 24       |        |
| Ret             | 17  | Karel Abraham    | Honda          | 16      | Retirado  | 21       |        |
| Ret             | 33  | Marco Melandri   | Aprilia        | 10      | Retirado  | 25       |        |
| Ret             | 68  | Yonny Hernández  | Ducati         | 6       | Caída     | 15       |        |
| Ret             | 63  | Mike Di Meglio   | Ducati         | 6       | Caída     | 16       |        |
| Ret             | 45  | Scott Redding    | Honda          | 5       | Retirado  | 6        |        |
| Ret             | 6   | Stefan Bradl     | Yamaha Forward | 3       | Caída     | 14       |        |
| Ret             | 44  | Pol Espargaró    | Yamaha         | 0       | Caída     | 9        |        |
| Reporte Oficial |     |                  |                |         |           |          |        |

### Resultados Moto2
| Pos.            | N.º | Piloto              | Constructor | Vueltas | Tiempo       | Parrilla | Puntos |
| --------------- | --- | ------------------- | ----------- | ------- | ------------ | -------- | ------ |
| 1               | 22  | Sam Lowes           | Speed Up    | 19      | 41:45.565    | 2        | 25     |
| 2               | 5   | Johann Zarco        | Kalex       | 19      | +1999        | 4        | 20     |
| 3               | 40  | Álex Rins           | Kalex       | 19      | +4.622       | 8        | 16     |
| 4               | 1   | Esteve Rabat        | Kalex       | 19      | +8.975       | 3        | 13     |
| 5               | 21  | Franco Morbidelli   | Kalex       | 19      | +12.976      | 5        | 11     |
| 6               | 55  | Hafizh Syahrin      | Kalex       | 19      | +14.168      | 15       | 10     |
| 7               | 95  | Anthony West        | Speed Up    | 19      | +17.271      | 13       | 9      |
| 8               | 36  | Mika Kallio         | Kalex       | 19      | +17.513      | 11       | 8      |
| 9               | 60  | Julián Simón        | Speed Up    | 19      | +17.689      | 7        | 7      |
| 10              | 30  | Takaaki Nakagami    | Kalex       | 19      | +17.764      | 6        | 6      |
| 11              | 3   | Simone Corsi        | Kalex       | 19      | +17.982      | 12       | 5      |
| 12              | 12  | Thomas Lüthi        | Kalex       | 19      | +24.824      | 17       | 4      |
| 13              | 23  | Marcel Schrötter    | Tech 3      | 19      | +26.016      | 10       | 3      |
| 14              | 11  | Sandro Cortese      | Kalex       | 19      | +27.456      | 16       | 2      |
| 15              | 73  | Álex Márquez        | Kalex       | 19      | +28.568      | 23       | 1      |
| 16              | 94  | Jonas Folger        | Kalex       | 19      | +29.889      | 19       |        |
| 17              | 88  | Ricard Cardús       | Tech 3      | 19      | +36.405      | 20       |        |
| 18              | 77  | Dominique Aegerter  | Kalex       | 19      | +38.693      | 9        |        |
| 19              | 25  | Azlan Shah          | Kalex       | 19      | +40.581      | 24       |        |
| 20              | 70  | Robin Mulhauser     | Kalex       | 19      | +41.504      | 25       |        |
| 21              | 4   | Randy Krummenacher  | Kalex       | 19      | +50.471      | 18       |        |
| 22              | 96  | Louis Rossi         | Tech 3      | 19      | +1:08.825    | 22       |        |
| 23              | 10  | Thitipong Warokorn  | Kalex       | 19      | +1:10.990    | 26       |        |
| 24              | 2   | Jesko Raffin        | Kalex       | 19      | +1:11.138    | 29       |        |
| 25              | 66  | Florian Alt         | Suter       | 19      | +1:19.442    | 27       |        |
| 26              | 7   | Lorenzo Baldassarri | Kalex       | 19      | +1:25.405    | 21       |        |
| 27              | 39  | Luis Salom          | Kalex       | 19      | +1:32.876    | 14       |        |
| Ret             | 19  | Xavier Siméon       | Kalex       | 15      | Caída        | 1        |        |
| Ret             | 51  | Zaqhwan Zaidi       | Suter       | 12      | Retirado     | 28       |        |
| DNS             | 49  | Axel Pons           | Kalex       |         | No participó |          |        |
| Reporte Oficial |     |                     |             |         |              |          |        |

### Resultados Moto3
| Pos.            | N.º | Piloto                 | Constructor | Vueltas | Tiempo    | Parrilla | Puntos |
| --------------- | --- | ---------------------- | ----------- | ------- | --------- | -------- | ------ |
| 1               | 52  | Danny Kent             | Honda       | 18      | 41:32.287 | 1        | 25     |
| 2               | 20  | Fabio Quartararo       | Honda       | 18      | +8.532    | 6        | 20     |
| 3               | 7   | Efrén Vázquez          | Honda       | 18      | +8.652    | 16       | 16     |
| 4               | 33  | Enea Bastianini        | Honda       | 18      | +8.811    | 8        | 13     |
| 5               | 41  | Brad Binder            | KTM         | 18      | +9.556    | 11       | 11     |
| 6               | 17  | John McPhee            | Honda       | 18      | +13.869   | 15       | 10     |
| 7               | 55  | Andrea Locatelli       | Honda       | 18      | +20.442   | 3        | 9      |
| 8               | 5   | Romano Fenati          | KTM         | 18      | +20.611   | 19       | 8      |
| 9               | 32  | Isaac Viñales          | Husqvarna   | 18      | +20.863   | 7        | 7      |
| 10              | 98  | Karel Hanika           | KTM         | 18      | +20.913   | 20       | 6      |
| 11              | 84  | Jakub Kornfeil         | KTM         | 18      | +21.249   | 23       | 5      |
| 12              | 16  | Andrea Migno           | KTM         | 18      | +23.725   | 22       | 4      |
| 13              | 65  | Philipp Öttl           | KTM         | 18      | +32.218   | 32       | 3      |
| 14              | 31  | Niklas Ajo             | KTM         | 18      | +36.702   | 21       | 2      |
| 15              | 12  | Matteo Ferrari         | Mahindra    | 18      | +37.283   | 24       | 1      |
| 16              | 10  | Alexis Masbou          | Honda       | 18      | +47.027   | 10       |        |
| 17              | 6   | María Herrera          | Husqvarna   | 18      | +59.257   | 31       |        |
| 18              | 2   | Remy Gardner           | Mahindra    | 18      | +1:03.748 | 27       |        |
| 19              | 91  | Gabriel Rodrigo        | KTM         | 18      | +1:04.611 | 30       |        |
| 20              | 63  | Zulfahmi Khairuddin    | KTM         | 18      | +1:16.968 | 28       |        |
| 21              | 19  | Alessandro Tonucci     | Mahindra    | 18      | +1:27.397 | 26       |        |
| 22              | 22  | Ana Carrasco           | KTM         | 18      | +1:40.409 | 33       |        |
| 23              | 23  | Niccolò Antonelli      | Honda       | 18      | +1:43.841 | 4        |        |
| 24              | 29  | Stefano Manzi          | Mahindra    | 18      | +1:46.105 | 25       |        |
| 25              | 11  | Livio Loi              | Honda       | 17      | +1 vuelta | 14       |        |
| Ret             | 24  | Tatsuki Suzuki         | Mahindra    | 17      | Retirado  | 29       |        |
| Ret             | 44  | Miguel Oliveira        | KTM         | 10      | Caída     | 2        |        |
| Ret             | 21  | Francesco Bagnaia      | Mahindra    | 9       | Caída     | 9        |        |
| Ret             | 9   | Jorge Navarro          | Honda       | 9       | Caída     | 5        |        |
| Ret             | 88  | Jorge Martín           | Mahindra    | 8       | Retirado  | 12       |        |
| Ret             | 76  | Hiroki Ono             | Honda       | 6       | Caída     | 17       |        |
| Ret             | 95  | Jules Danilo           | Honda       | 5       | Caída     | 18       |        |
| Ret             | 40  | Darryn Binder          | Mahindra    | 1       | Caída     | 34       |        |
| Ret             | 58  | Juan Francisco Guevara | Mahindra    | 0       | Caída     | 13       |        |
| Reporte Oficial |     |                        |             |         |           |          |        |